# Nicholas Mang Thang
Nicholas Mang Thang (sinh 1943) là một giám mục người Myanmar của Giáo hội Công giáo Rôma. Ông từng đảm trách vai trò Tổng giám mục chính tòa Tổng giáo phận Mandalay trong 5 năm, từ năm 2014 đến năm 2019. Trước đây, Giám mục Thang còn đảm nhiệm nhiều chức danh khác như Giám mục Phụ tá Mandalay, Giám mục chính tòa rồi Giám quản Tông Tòa Hakha, ông còn là Tổng giám mục Phó Mandalay.

## Tiểu sử
Tổng giám mục Mang Thang sinh ngày 18 tháng 5 năm 1943 tại Mindat, thuộc Myanmar. Sau quá trình tu học dài hạn tại các cơ sở chủng viện theo quy định của Giáo luật, ngày 28 tháng 3 năm 1973, Phó tế Mang Thang, khi đó đã 30 tuổi, tiến đến việc được truyền chức linh mục. Tân linh mục trở thành thành viên của linh mục Tổng giáo phận Mandalay.
Với mười lăm năm kinh nghiệm trong các công tác mục vụ giáo dân trên cương vị linh mục, ngày 21 tháng 6 năm 1988, tin tức từ phía Tòa Thánh cho biết Giáo hoàng dã quyết định tuyển chọn linh mục Nicholas Mang Thang làm Giám mục, cụ thể là Giám mục Phụ tá cho Tổng giáo phận Mandalay và với chức danh Giám mục Hiệu tòa Flenucleta. Việc tấn phong cho vị tân chức bị trì hoãn đến gần nửa năm sau đó mới được cử hành vào ngày 15 tháng 1 năm 1989. Phần nghi thức truyền chức chính yếu cho vị tân chức được cử hành với sự tham gia của ba giáo sĩ khác. Chủ phong cho tân giám mục là Tổng giám mục Alphonse U Than Aung, Tổng giám mục chính tòa Tổng giáo phận Mandalay. Hai giáo sĩ khác, với vai trò phụ phong, bao gồm Giám mục John Gabriel, Giám mục phụ tá Giáo phận Bassein và Giám mục Gregory Taik Maung, Giám mục Phụ tá Giáo phận Prome. Tân giám mục chọn cho mình châm ngôn:One Lord, one faith, one baptism (tạm dịch:Một Thiên Chúa, một Chân lý và một Phép Rửa.
Sau hơn ba năm tại Mandalay, ngày 21 tháng 11 năm 1992, Tòa Thánh loan tin rằng quyết định thuyên chuyển Giám mục Thang về làm Giám mục chính tòa Giáo phận Hakha. Sau hơn hai mươi năm trên cương vị người đứng đầu của Hakha, ngày 30 tháng 11 năm 2011, Tòa Thánh kêu gọi Giám mục Thang về Tổng giáo phận Mandalay, trên cương vị mới là Tổng giám mục Phó Tổng giáo phận này. Ngoài ra, ông còn làm Giám quản Tông Tòa Giáo phận Hakha đến ngày 19 tháng 10 năm 2013. Tổng giám mục Mang Thang kế vị chức danh Tổng giám mục chính tòa vào ngày 3 tháng 4 năm 2014.
Ngày 25 tháng 4 năm 2019, Tòa Thánh chấp thuận đơn xin hồi hưu của Giám mục Mang Thang, chọn linh mục Marco Tin Win làm Tân Tổng giám mục Mandalay.